# Trymalium
A Trymalium növénynemzetséget cserjék és fák alkotják. A nemzetség a bengefélék közé tartozik. A Trymalium növénynemzetség tagjai Ausztráliában őshonosak.

## Fajai
A Trymalium növénynemzetségbe tartozó fajok a következők:
- Trymalium albicans Reisseck, (Nyugat-Ausztráliában őshonos)
- Trymalium angustifolium Reisseck, (Nyugat-Ausztráliában őshonos)
- Trymalium daphnifolium Reisseck, (Nyugat-Ausztráliában őshonos)
- Trymalium densiflorum Rye, (Nyugat-Ausztráliában őshonos)
- Trymalium elachophyllum Rye, (Nyugat-Ausztráliában őshonos)
- Trymalium ledifolium  Fenzl., (Nyugat-Ausztráliában őshonos)
- Trymalium litorale (Diels) Domin, (Nyugat-Ausztráliában őshonos)
- Trymalium monospermum Rye, (Nyugat-Ausztráliában őshonos)
- Trymalium myrtillus S.Moore, (Nyugat-Ausztráliában őshonos)
- Trymalium odoratissimum Lindl., (Nyugat-Ausztráliában őshonos)
- Trymalium spatulatum (Labill.) Ostenf., (Nyugat-Ausztráliában őshonos)
- Trymalium urceolare (F.Muell.) Diels, (Nyugat-Ausztráliában őshonos)
- Trymalium venustum Rye, (Nyugat-Ausztráliában őshonos)
- Trymalium wayi F.Muell. & Tate, (Dél-Ausztráliában őshonos)

Azon fajok nevei, melyek többé nem tartoznak ebbe a nemzetségbe:
- Trymalium daltonii F.Muell. - jelenleg Spyridium daltonii (F.Muell.) J.Kellerm.
- Trymalium floribundum Steud. - jelenleg Trymalium odoratissimum Lindl. subsp. odoratissimum
- Trymalium ramosissimum Audas - jelenleg Spyridium x ramosissimum (Audas) J.Kellerm.

## Fordítás
Ez a szócikk részben vagy egészben  a   Trymalium című angol Wikipédia-szócikk ezen változatának fordításán alapul.  Az eredeti cikk szerkesztőit annak laptörténete sorolja fel. Ez a jelzés csupán a megfogalmazás eredetét és a szerzői jogokat jelzi, nem szolgál a cikkben szereplő információk forrásmegjelöléseként.